# Arena (Wisconsin)
Arena es una villa situada en el municipio homónimo, en el condado de Iowa, Wisconsin, Estados Unidos. Tiene una población estimada, a mediados de 2023, de 853 habitantes.

## Geografía
La localidad está ubicada en las coordenadas 43°9′49″N 89°54′27″O / 43.16361, -89.90750. Según la Oficina del Censo, tiene una superficie total de 3.00 km², de los cuales 2.99 km² corresponden a tierra firme y 0.01 km² están cubiertos de agua.

## Demografía
Según el censo de 2020, en ese momento había 844 personas residiendo en la localidad. La densidad de población era de 282.27 hab./km². El 93.13% de los habitantes eran blancos, el 0.83% eran afroamericanos, el 0.12% era amerindio, el 0.24% eran asiáticos, el 0.95% eran de otras razas y el 4.74% eran de una mezcla de razas. Del total de la población, el 2.13% eran hispanos o latinos de cualquier raza.